# Leporacarus gibbus
Leporacarus gibbus är en spindeldjursart som först beskrevs av Arnold Pagenstecher 1861.  Leporacarus gibbus ingår i släktet Leporacarus och familjen Listrophoridae. Inga underarter finns listade i Catalogue of Life.